# Geheimbischof
Im 20. Jahrhundert und besonders nach dem Zweiten Weltkrieg kam es im kommunistischen Machtbereich zur Weihe von Geheimbischöfen. Die Religionsausübung wurde verboten, die Bischöfe abgesetzt und inhaftiert, die Nuntiaturen geschlossen. Die Kirche arbeitete im Untergrund. Neben den Priesterweihen kam es auch zu Bischofsweihen der sogenannten „Geheimbischöfe“. Diese sollten als Apostolische Administratoren die Bistümer kanonisch betreuen.
Zahlreiche Geheimbischöfe wurden vom Heiligen Stuhl ernannt oder von Bischöfen mit ausdrücklichem Weiheauftrag konsekriert. Besonders bedrängte Bischöfe, in der Sorge um die Zukunft der Kirche in ihrem Land, weihten ohne Abstimmung mit dem Vatikan ihnen geeignet erscheinende Priester zu Bischöfen. Nach der Wende wurden einige von ihnen von Rom offiziell oder stillschweigend anerkannt. In den meisten Gebieten sind noch nicht alle Namen bekannt, manchen sind auch inzwischen verstorben, während bei anderen die kanonische Weihe fraglich ist.